# Jitka Sachetová
Jitka Sachetová (* 16. července 1954) je česká politička KSČM, její okresní a krajská funkcionářka, v letech 2000 až 2008 a opět v letech 2012 až 2020 zastupitelka Ústeckého kraje (v letech 2012 až 2020 též radní kraje), bývalá politička Komunistické strany Československa, za normalizace československá poslankyně Sněmovny lidu Federálního shromáždění.

## Biografie
K roku 1986 se zmiňuje profesně jako administrativní pracovnice.
Ve volbách roku 1986 zasedla za KSČ do Sněmovny lidu (volební obvod č. 61 – Litoměřice, Severočeský kraj). Ve Federálním shromáždění setrvala do konce funkčního období, tedy do svobodných voleb roku 1990. Netýkal se jí proces kooptací do Federálního shromáždění po sametové revoluci.
Politicky se angažovala i po sametové revoluci. V komunálních volbách roku 1994 byla zvolena do zastupitelstva obce Polepy za KSČM. Mandát obhájila ve volbách roku 1998 (profesně uváděna jako účetní). Po pauze v délce jednoho volebního období byla opětovně zvolena do zastupitelstva v komunálních volbách roku 2006 a mandát obhájila v komunálních volbách roku 2010 (zmiňována jako zemědělský technik a zemědělský podnikatel). V krajských volbách roku 2000 a opětovně v krajských volbách roku 2004 byla zvolena do Zastupitelstva Ústeckého kraje za KSČM.
Zastává i stranické posty na okresní a krajské úrovni. K roku 2011 se uvádí jako místopředsedkyně Ústecké krajské rady KSČM a předsedkyně Okresního výboru KSČM Litoměřice. V senátních volbách roku 2012 byla kandidátkou KSČM za senátní obvod č. 29 - Litoměřice. V 1. kole zvítězila se ziskem 24 %, ale ve 2. kole ji porazil a senátorem se stal sociální demokrat Hassan Mezian.
V krajských volbách v roce 2016 obhájila za KSČM post zastupitelky Ústeckého kraje. Dne 21. listopadu 2016 byla opět zvolena radní kraje pro oblast kultury a památkové péče, zemědělství a životní prostředí. Ve volbách v roce 2020 však již nekandidovala. Skončila tak i v pozici radní kraje.